# Liste der denkmalgeschützten Objekte in Burgauberg-Neudauberg
Die Liste der denkmalgeschützten Objekte in Burgauberg-Neudauberg enthält das eine denkmalgeschützte, unbewegliche Objekt der Gemeinde Burgauberg-Neudauberg.

## Denkmäler
| Foto |                 | Denkmal                                        | Standort                                            | Beschreibung | Metadaten                                                                                             |
| ---- | --------------- | ---------------------------------------------- | --------------------------------------------------- | --- | --- |
| ja   | Datei hochladen | Marienkapelle HERIS-ID: 30749 Objekt-ID: 27514 | Grazer Straße 31, gegenüber Standort KG: Burgauberg | Kleiner Bau mit halbrunder Apsis. Altärchen mit Figur der Schmerzhaften Muttergottes. Inschrift bezeichnet 1897. | BDA-Hist.: Q37937409 Status: Bescheid Stand der BDA-Liste: 2025-06-30 Name: Marienkapelle GstNr.: 134 |